# Квакша-кузнец
Квакша-кузнец, или булавоногая квакша (лат. Hypsiboas faber) — вид земноводных из семейства квакш (Hylidae).
Общая длина достигает 9 см. Голова среднего размера, морда почти треугольная. Глаза большие, выпуклые. Кожа крупнозернистая. Задние конечности длиннее передних. Передние лапы отличаются сильным развитием дисков на концах пальца. Они прекрасно действуют наподобие лопаток. Днём верхняя сторона тела глинисто-жёлтая, вдоль середины спины проходит чёрная полоса. Окраска дополняется отдельными неправильными тонкими чёрными чёрточками и точками. На верхней стороне конечностей присутствуют нечёткие тёмные поперечные полосы. Пах охристо-жёлтый, так же как и кожа брюха. В темноте окраска становится красно-коричневой.
Любит тропические и субтропические низменные леса, побережья рек, болота, плантации. Встречается на высоте от 150 до 800 метров над уровнем моря. Кузнецом эта райка названа за свой громкий крик, напоминающий удары молотка по металлу. Спящая днём квакша не закрывает век, а чрезвычайно сужает зрачок, защищая таким образом сетчатку от света. Ночью охотится на различных насекомых, прежде всего, ночных бабочек.
В феврале строит в водоеме кольцеобразный вал из ила, внутри которого оказывается маленький замкнутый бассейн, куда и откладывается икра. Сооружение имеет 30 см в диаметре и 10 см высотой. Строит только самка, самец сидит при этом у неё на спине, совершенно безмолвно. Когда самка строит кольцевой вал, то на поверхности воды время от времени появляется голова и верхняя часть тела «строителя», нагруженного илом. Внутренние стенки вала квакша старательно сглаживает с помощью брюха, горла и передних конечностей. Работа происходит исключительно ночью. Вал сооружается в течение двух ночей, и сразу же или в течение 4—5 дней после окончания постройки в неё откладываются яйца. Через 4—5 дней вылупляются головастики с чрезвычайно большими жабрами, которые развиваются затем в маленьких искусственных водоёмах.
Вид распространён в провинции Мисьонес (Аргентина), значительной территории Бразилии, восточном Парагвае.